# Groessen
Groessen est un village situé dans la commune néerlandaise de Duiven, dans la province de Gueldre. Le 1er janvier 2008, le village comptait 1 940 habitants.